# 253

## Починали
- Ориген, римски теолог (приблизителна дата)
- ? – Емилиан, римски император
- Требониан Гал, римски император
- Волусиан, съимператор на Требониан Гал